# António Caetano Celorico Gil
António Caetano Celorico Gil (Castro Marim, Cacela, 7 de Agosto de 1880 - Castro Verde, São Marcos da Ataboeira, 10 de Setembro de 1930) foi um advogado, político e jornalista português.

## Biografia
Filho de Manuel Gil Caldeira e de sua mulher Catarina Celorico.
Formando-se em Direito na Faculdade de Direito da Universidade de Coimbra, exerceu a Advocacia em Silves, e esteve algum tempo na Guiné.
Apoiante de António José de Almeida, foi dos poucos Deputados a ser eleito nas três prmeiras Legislaturas do Regime Republicano, em 1911, em 1915 e em 1918, primeiro pelo Círculo Eleitoral de Faro, e, no Período Sidonista, pelo Círculo Eleitoral de Leiria.
Fundou e foi Director do "Diário Popular".